# Rüschlikon
Rüschlikon je obec v okrese Horgen v kantonu Curych ve Švýcarsku. Žije zde přibližně 5 800 obyvatel.

## Geografie
Rüschlikon se táhne od Curyšského jezera přes celý Zimmerberg až k řece Sihl. Převážně zastavěná obytná oblast Rüschlikonu leží severně od Zimmerberghöhe.
V Rüschlikonu se na jižním svahu nacházejí rozsáhlé zelené plochy, které jsou využívány jako místní rekreační oblasti: les Chopfholz na západě a les Sihlhalde podél řeky Sihl.
Lesy na výšině Zimmerberg se nazývají Weissberg, Eggrain, Spitelegg a Langtannen. Mezi lesními oblastmi Spitelegg a Langtannen se rozkládá bažinatá planina Leilöcher („Jílové jámy“). Louky Hinter a Vorder Längimoos a louka Rinderweid v jižní části Rüschlikonu jsou extenzivně zemědělsky využívány.

## Historie

Letecký pohled (1919)

Nejstarším dokladem osídlení je řada mohyl z doby železné halštatské kultury (800–450 př. n. l.) na moréně Zimmerbergu. Název Rüschlikon je alemanského původu a v listinách se kolem poloviny 12. století uvádí jako Ruochslinchon a Ruoslinchoven. Díky neporušenému centru obce a místnímu muzeu se historie Rüschlikonu dochovala ve srozumitelné podobě.
Dvůr Rüschlikon patřil k vrchnímu a spodnímu dvoru Velkého curyšského mincovního kostela (otevření v letech 1346 a 1390). Nacházelo se zde také habsburské podhradí (zmiňováno v roce 1335). Veškerá práva nad vsí přešla na město Curych (správní obvod Horgen) poté, co v roce 1406 získalo úřad Horgen-Maschwanden a během reformace částečně sekularizovalo klášter Grossmünster. Až do roku 1798 byl Rüschlikon součástí podpanství Thalwil-Kilchberg (soud v Rüschlikonu). Taverne zur Rose, doložená v roce 1530, sloužila původně jako farní sál pro všechny vesnice farnosti Kilchberg. Sirný minerální pramen Nidelbad, známý od 16. století, byl v letech 1709–1890 využíván pro lázeňské účely.

## Obyvatelstvo
| Rok            | 1671 | 1836 | 1850 | 1900 | 1950 | 2000 |
| Počet obyvatel | 515  | 825  | 909  | 1567 | 3316 | 4858 |

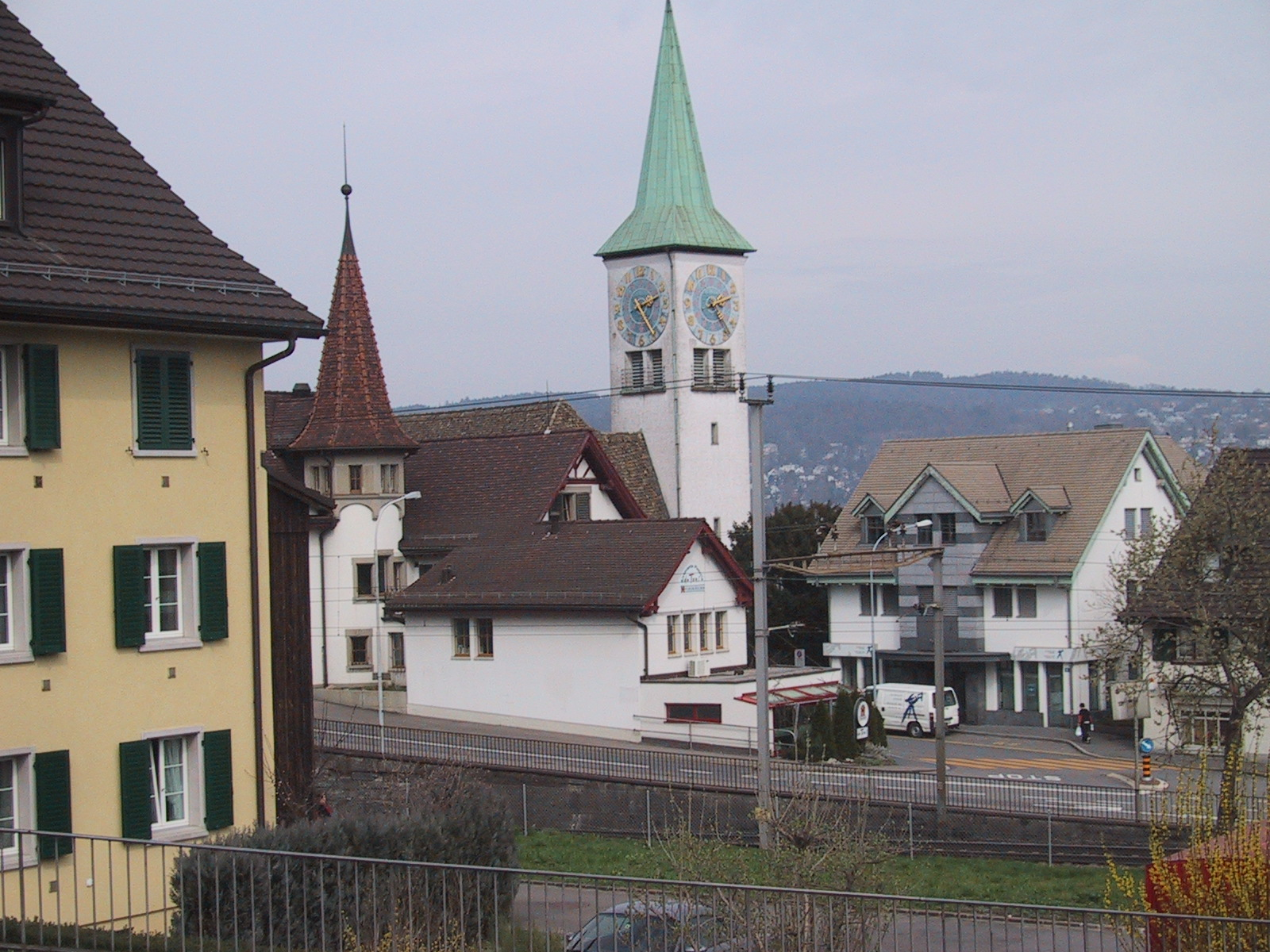
Reformovaný kostel

V roce 2007 žilo v obci 22,5 % cizích státních příslušníků. Během 10 let došlo ke zvýšení populace obce o 10,4 %. Podle údajů z roku 2000 mluvilo 85,1 % obyvatel německy.

## Ekonomika
V Rüschlikonu má sídlo významná světová zajišťovna Swiss Re. Je také sídlem výzkumné laboratoře IBM. Sídlí zde nezávislý výzkumný ústav Gottlieb Duttweiler Institute.

## Doprava
Rüschlikon má železniční a autobusové spojení s Curychem (po železniční trati Curych–Chur) a sezónní lodní spojení s obcemi na březích jezera. Na dálniční síť je napojeno dálnicí A3 Curych–Chur.

## Osobnosti
- Gottlieb Duttweiler (1888–1962), podnikatel, politik a zakladatel družstva Migros
- Karl Alexander Müller (1927–2023), fyzik, držitel Nobelovy ceny za fyziku
- Johannes Georg Bednorz (* 1950), fyzik, držitel Nobelovy ceny za fyziku
- Marc-Andrea Hüsler (* 1996), tenista

## Fotogalerie

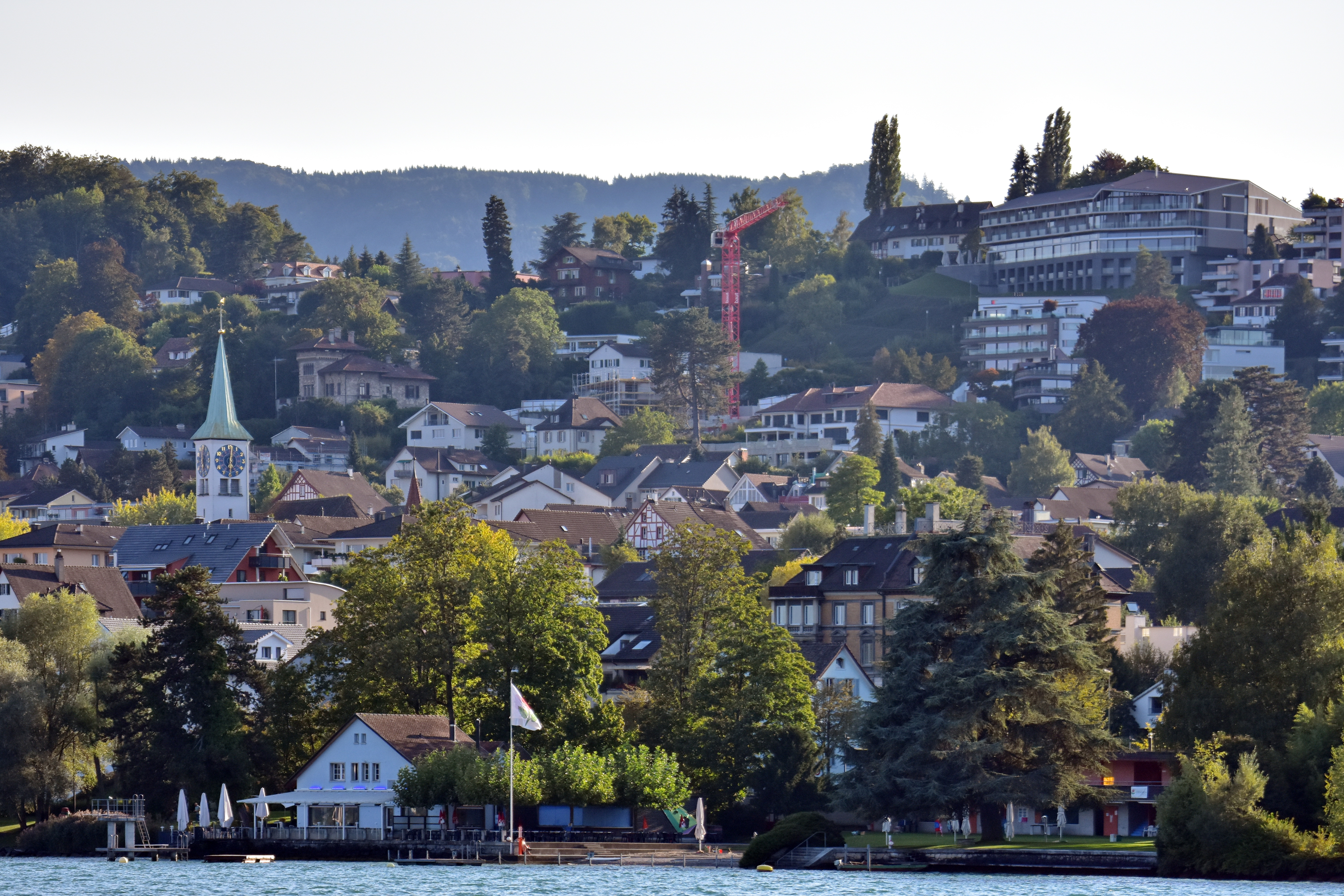
Rüschlikon
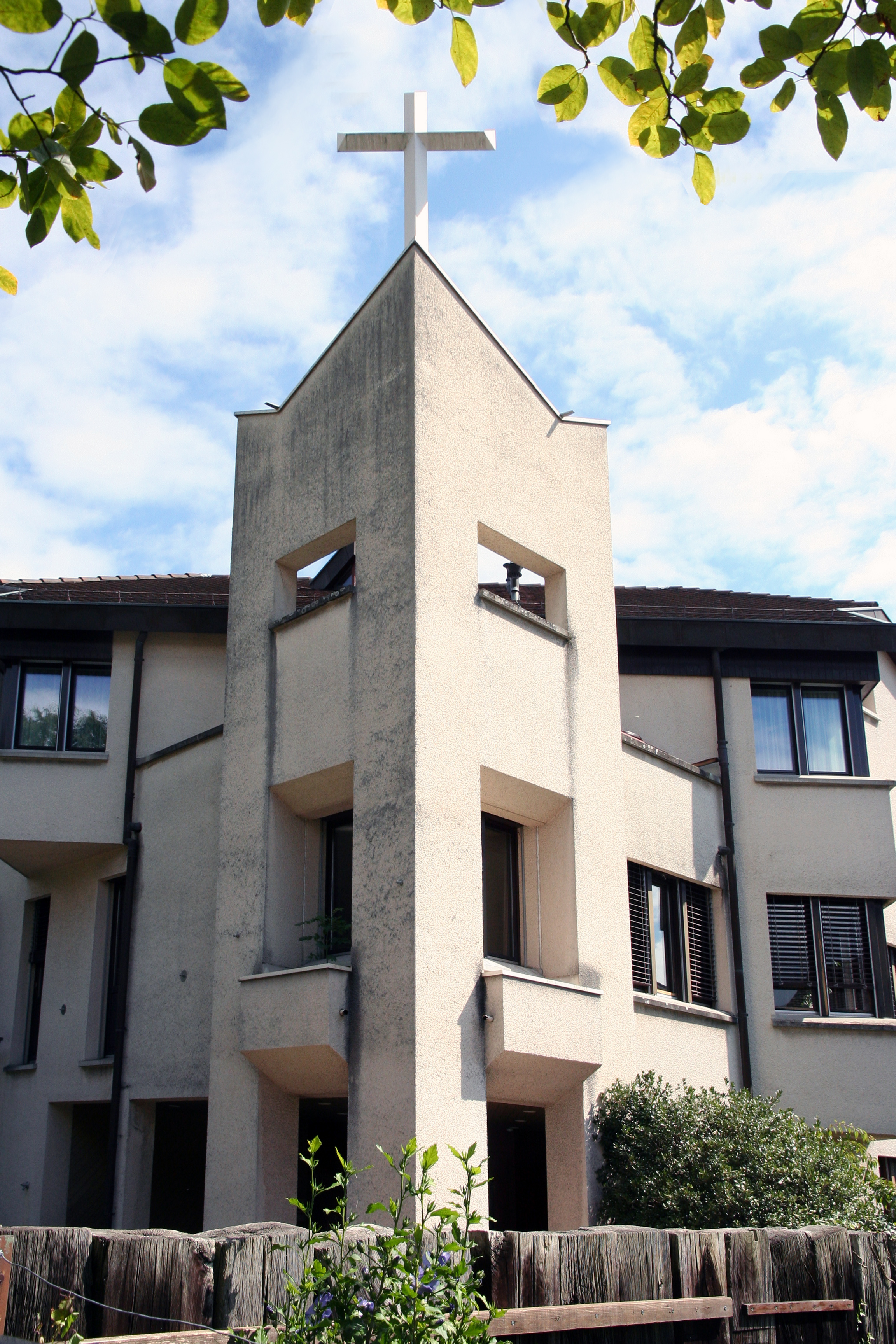
Římskokatolický kostel
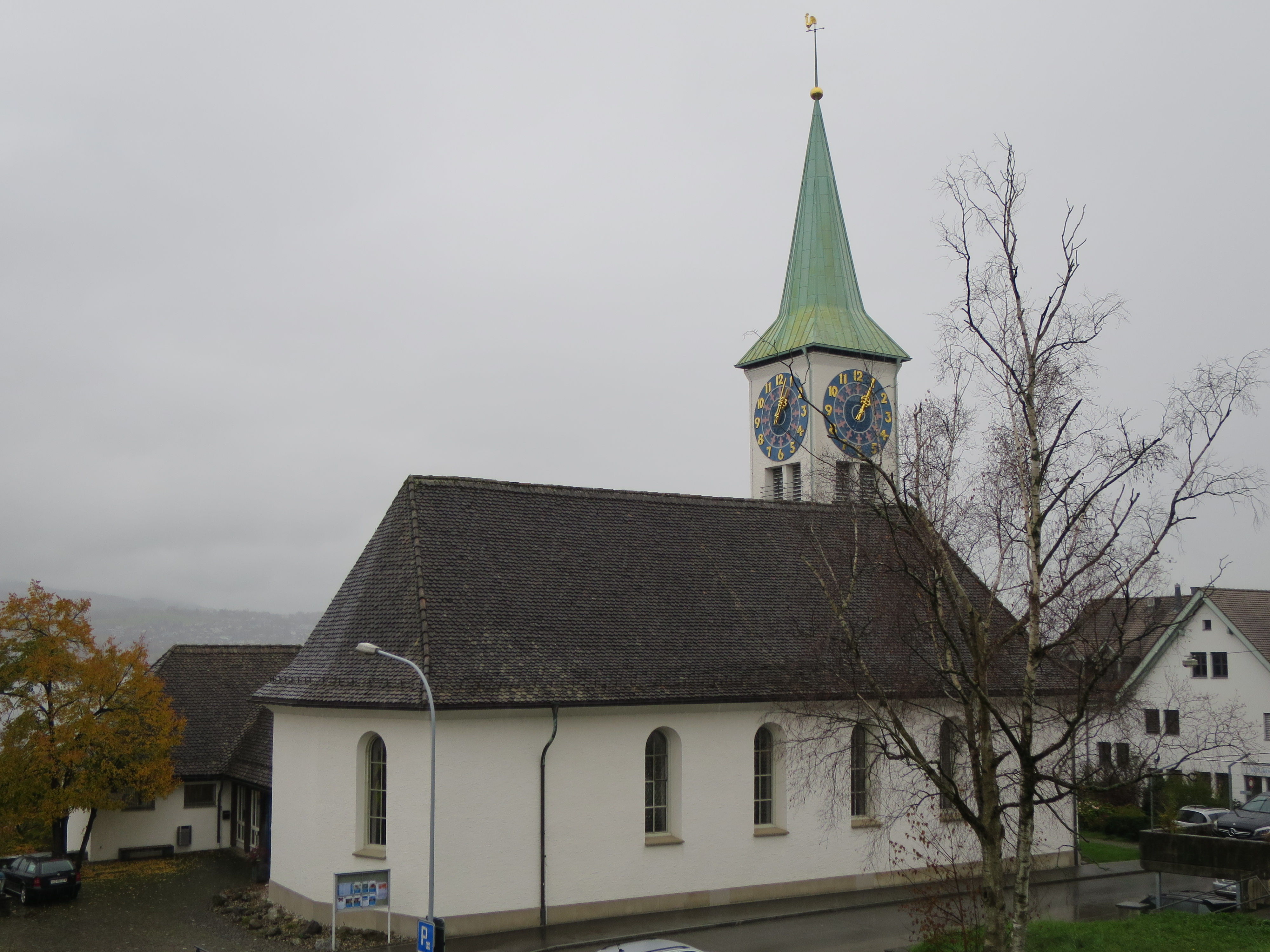
Reformovaný kostel
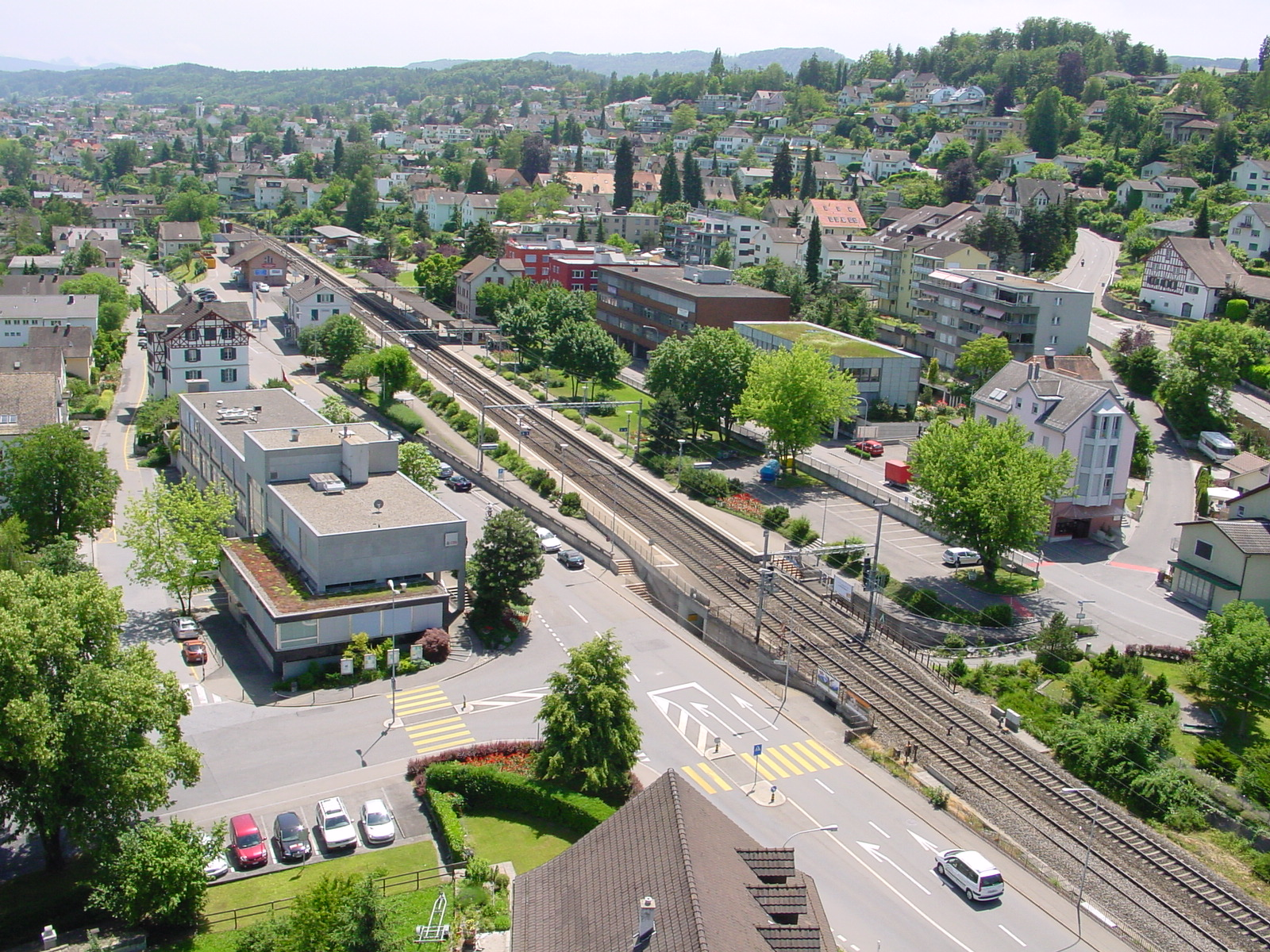
Nádraží
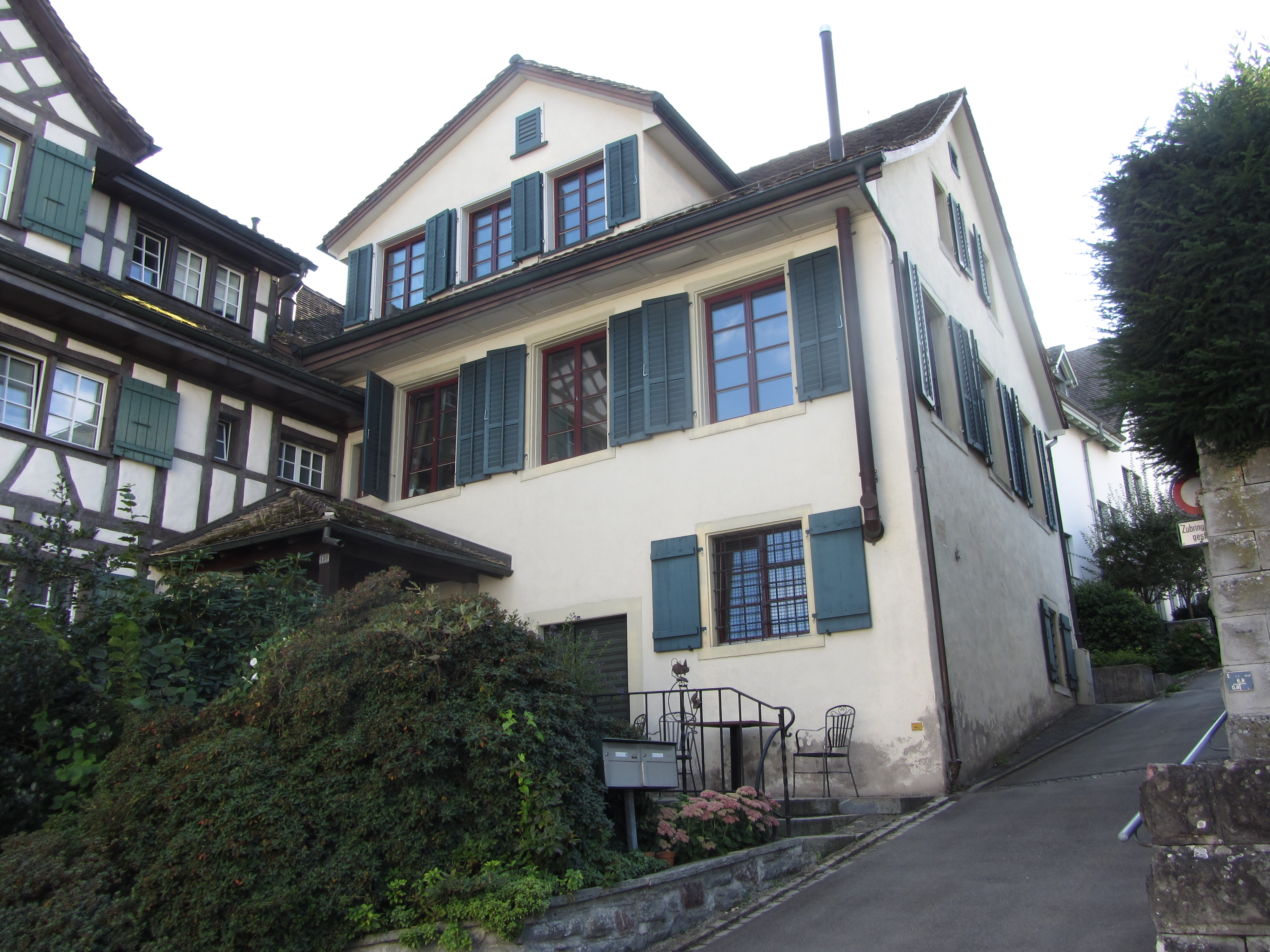
Hostinec Rose
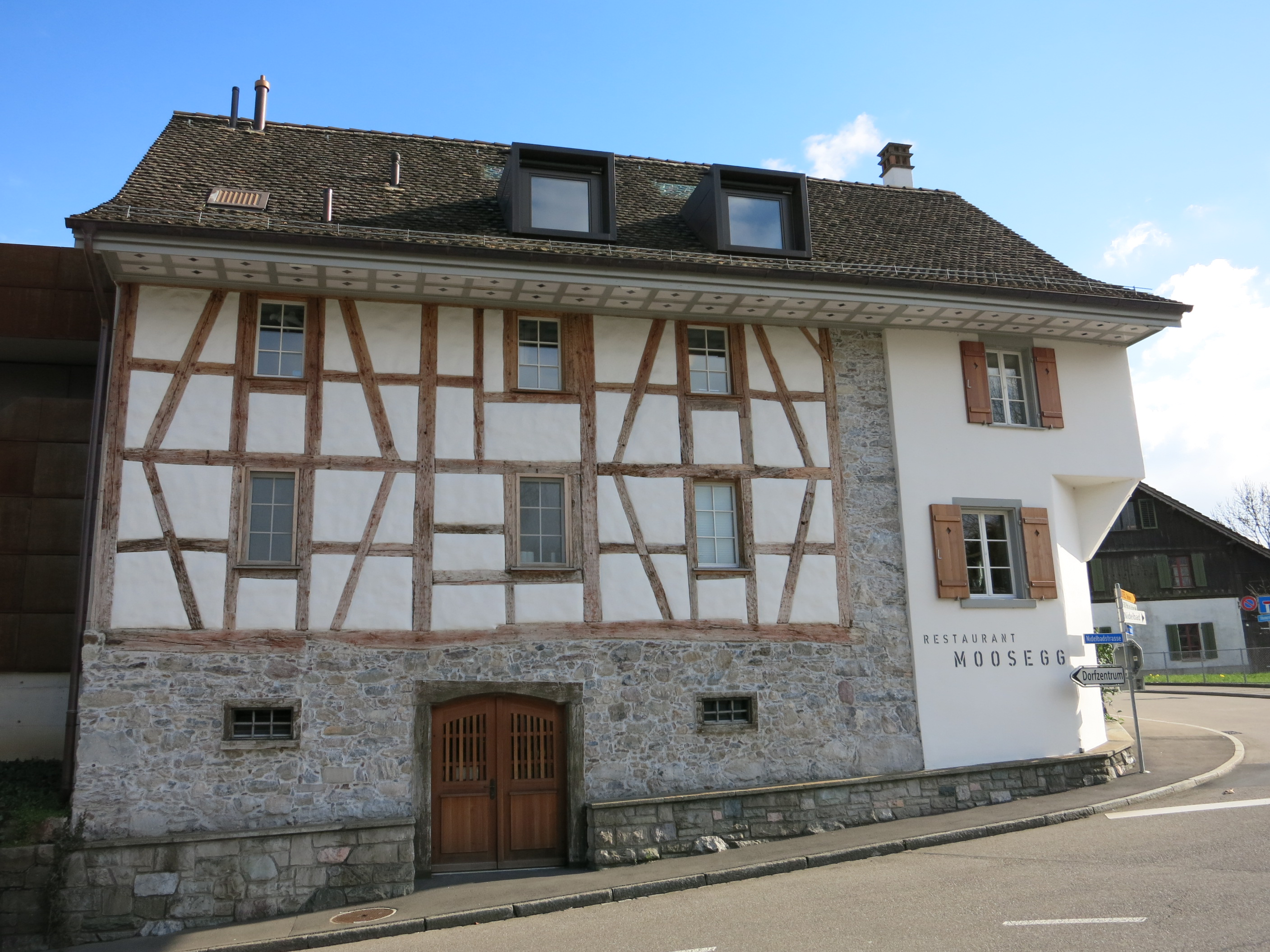
Restaurant Moosegg
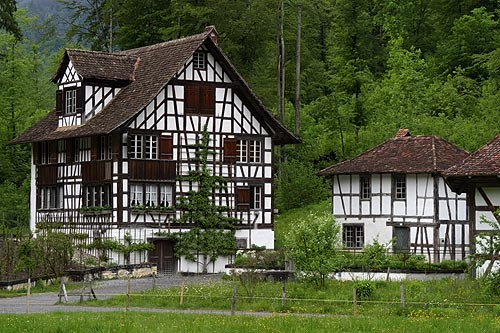
Hrázděný dům z Rüschlikonu ve skanzenu Ballenberg
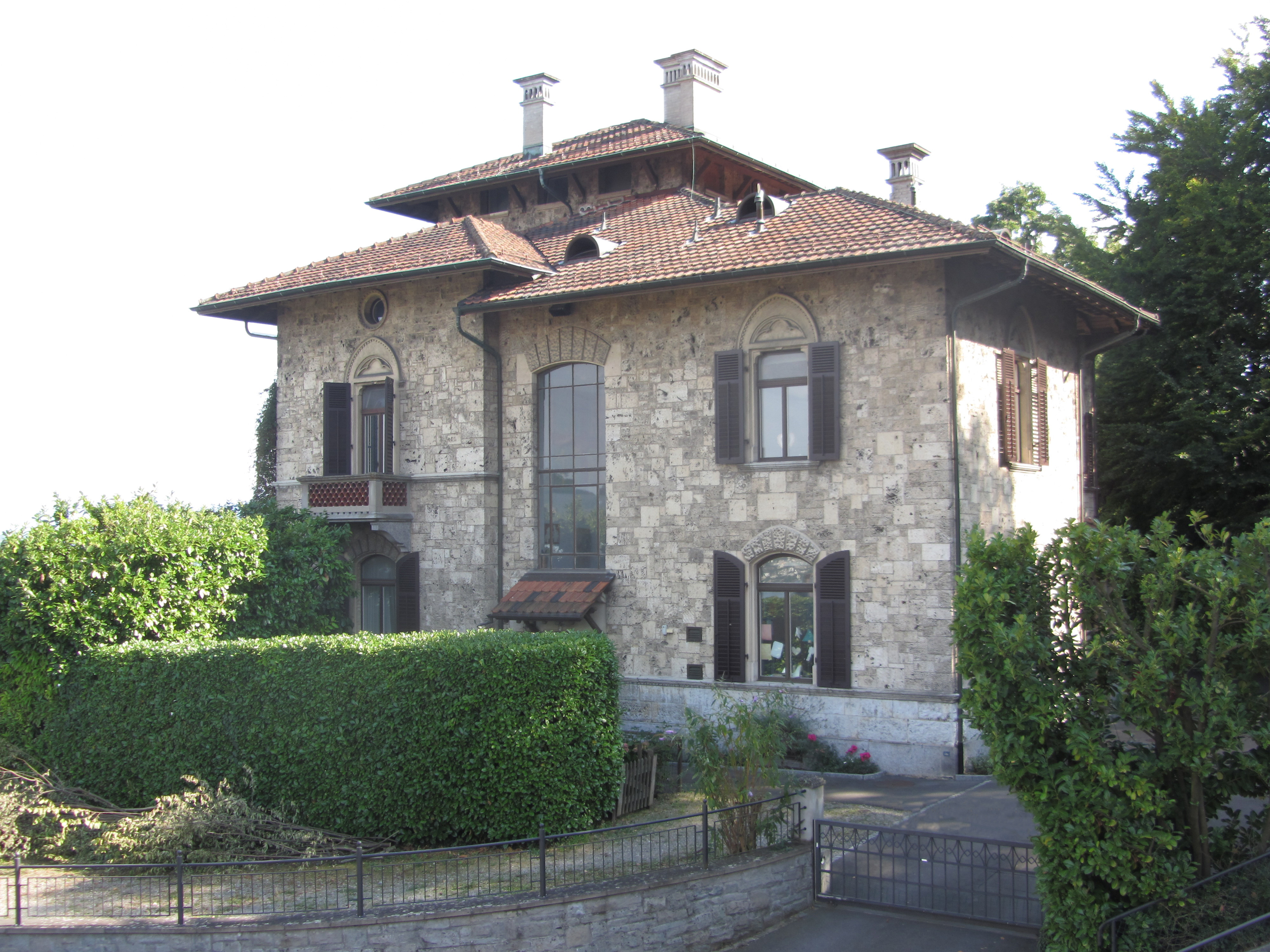
Vila Usteri
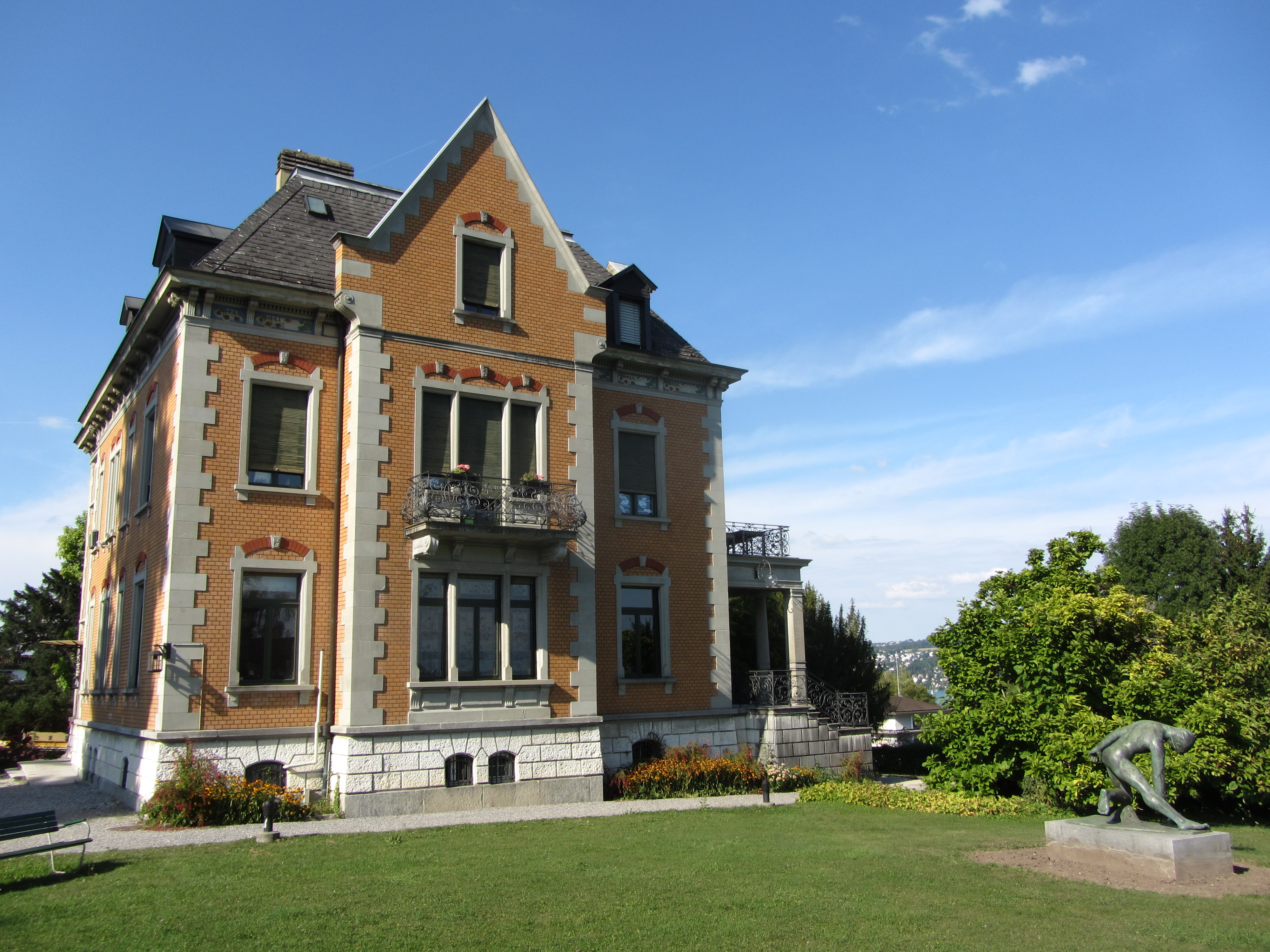
Oetikergut
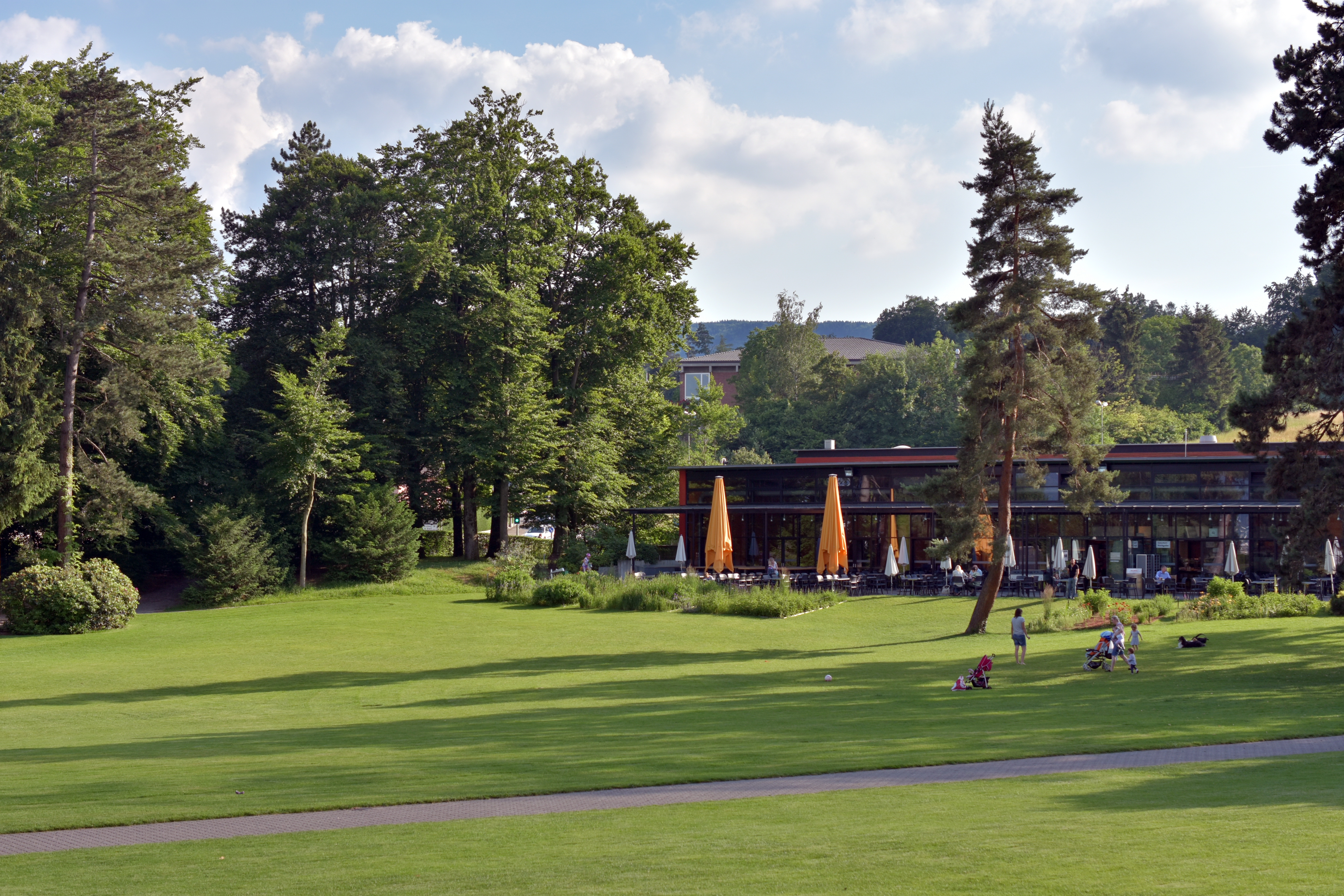
Park im Grüene